# مالو فنینکس
مالو فنینکس (هلندی: Malou Pheninckx؛ زادهٔ ۲۴ ژوئیهٔ ۱۹۹۱) بازیکن هاکی روی چمن اهل هلند است.